# Кирющенко, Сергей Иванович
Сергей Иванович Кирющенко (бел. Кірушчанка, Сяргей Іванавіч; (род. 31 января 1951, Чита) — белорусский художник, представитель абстракционизма, соруководитель художественной платформы KALEKTAR. Участник республиканских и международных художественных выставок.

## Биография
Родился в 1951 году в Чите. В 1960 году семья переехала в Минск, где Сергей в 1968 году окончил школу № 49. С 1963 года занимался в изостудии. К этому времени уже занимался экспрессионистской живописью и графикой. Учился в Белорусском политехническом институте (1968—1969), в Белорусском государственном театрально-художественном институте (1972—1977). В 1983 году вступил в Союз художников. С 1986 года участник арт-группы «Немига-17».
Хотя членство в группе постоянно менялось, её участники провели в общей сложности более десяти крупных выставок, и прекратили свою деятельность только в конце 2003 года, когда завершили проект в Третьяковской галерее.
За годы существования группы Сергей Кирющенко провёл ряд персональных выставок в Белорусском Доме искусства. Как и многие другие белорусские художники того периода, Кирющенко изначально писал пейзажи и натюрморты, но его увлечённость постимпрессионистскими и модернистскими экспериментами постепенно заставила уйти от всего фигуративного.

## Творчество

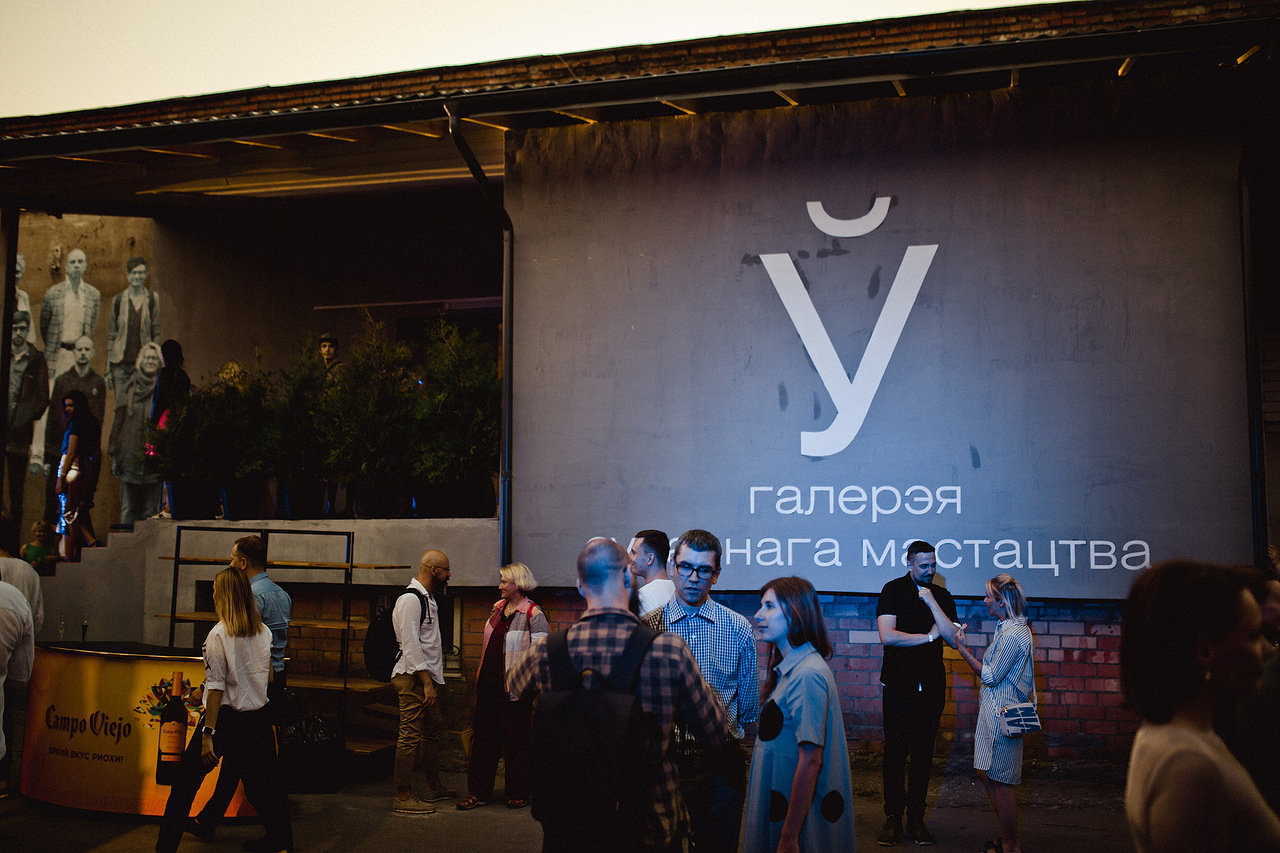
Открытие Галереи Ў

В 2009 году на открытии Галереи Ў состоялась персональная выставка Кирющенко «Пора вплотную заняться мирским искусством». На смену его экспрессивной живописи 1980-х и 1990-х пришёл период «неопластического маньеризма», геометрической абстракции 2000-х.
Работы Сергея Кирущенко привлекают внимание уже более четырех десятков лет, а сам художник каждые 5-7 лет корректирует направление своей практики. Хотя он считает себя художником, тем не менее, постоянно обращается к другим медиа, таким как скульптура и шелкография, фотография и видео, лэнд-арт и паблик-арт, неоновые и текстовые работы. В попытке сломить замкнутый пафос белорусской культуры он успешно освоил и систематически исследовал некоторые ключевые подходы западной школы искусств. От экспрессионистско-реалистической и посткубистской пейзажной живописи Кирющенко перешел к беспредметной живописи, чтобы затем вернуться к фигуративному искусству через изучение архаики, а затем, опять же, через синтез лэнд-арта. и концептуальные художественные практики, вернуться к геоиетрическому абстракционизму. Несмотря на эту циклическую смену художественных стратегий, художник почти всегда исследует общую тему соотношения реального и абстрактного пространства. Категория пространства присутствует в его работах, будь то работа с реальным ландшафтом и архитектурной средой, метафизические и мифологические концепции или погружение в текстовые эксперименты. И все же его в первую очередь интересует проблема абстрактного искусства: ведь конечная цель его непрерывного возвращения к реальному — поиск новых художественных подходов к пониманию абстрактного.

Большое влияние на мое становление оказало литературоведение, потому что в начале 70-х на русский язык почти ничего не переводилось по искусствоведению. А работы о том, как делается литература, всегда можно было найти. В литературоведении для меня был важен сам аналитический подход, он стимулировал мышление. Не важно, что вы читаете, важно, какое влияние это на вас оказывает. Жизнь и культура влияют на человека многогранно.
Кирющенко считает, что литературоведческие исследования оказали больше влияния на его художественную философию, чем теория искусства. В то же время он также утверждает, что достижение новых художественных уровней достигается за счет формалистической практики живописи, а не за счет заранее созданных идей.
1994 / Выставка «Пространство синего»
Создана в соавторстве со скульптором Тамарой Соколовой, работавшей в ту пору с «архаикой».
1996 / Выставка «Escaping Land»
1996 / Выставка «Бегущая земля»
Все довольно крупные картины, представленные на выставке, созданы за 7 месяцев под влиянием пребывания Кирющенко в селе Ржавка Орловской области. Там бескрайние чернозёмные пейзажи и контрасты зеленого, черного и желтого побудили его воссоздать перспективу целостного пейзажа в пространстве Белорусского Дворца искусств.
2001 / Выставка «Искушение пространством»
2002—2005 / Пространственные медитации
Сергей Кирющенко продолжил работу с пространственными категориями, превратив реальный пейзаж в абстрактную поверхность. Между некоторыми фигуративными слоями художник впервые использует элемент сети («Смерть Бобо», 1999). Для Кирющенко открытие сетки останется ключевым моментом в его творческом развитии и даже станет его визитной карточкой. Несмотря на плодотворную работу этих лет, он отказывается от участия в каких-либо выставках и полностью сосредоточен на работе в своей мастерской, считая необходимым уйти уйти от чистоты квадрата Малевича, открыв для себя более высокое измерение, выходящее за его пределы, — это всё равно, что найти геометрический рай. Кирющенко стремится наделить чистую, плоскую и геометрическую живопись пространственными атрибутами: глубиной, воздушной и линейной перспективой и ритмом.
2006—2009 / Проект «Пора вплотную заняться приземленным искусством»
Художник возвращается от диалектики абстракционизма к реальности. Это возвращение отражено в названии получившегося проекта: «ора вплотную заняться приземленным искусством». Этот трехлетний период лучше всего иллюстрирует методологию работы художника: он обращается к реальному для преодоления своего фигуративизма через геометризацию с использованием принципов метафизики и концептуализма. Кирющенко возвращается в деревню, где после недавних упражнений в геометрическом абстракционизме его привлекает уже не пейзаж, а скорее сельская архитектура с ее ритмами и «каббалистическими» числами (особые отметки, оставленные на бревнах избы, служившие инструкцией для его сборки). Художник начал с того, что покрыл здание в селе Урода Лепельского района абстрактными узорами и манифестами на английском языке, а затем приступил к лабиринтной вспашке земли вокруг нарисованных зданий (и процесс, и конечный результат задокументированы на фото и видео). Как отмечает Ольга Шпарага в своем отзыве о выставке, «текст написан на английском языке, языке, чуждом реалиям белорусской деревни, что подчеркивает напряженность между бревенчатым домом и отражается в тексте, вызывая сложность отношения между текстом и контекстом». Проект включает в себя слайд-шоу, видео, 10 шелкографий, 10 живописных полиптихов, 10 фотографий, инсталляцию и 4 раскрашенных художником архитектурных объекта (две деревенские постройки —полусгоревший дом и хозяйственные постройки, а также остатки двух разрушенных колхозных коровников.
Позже фотодокументация ляжет в основу серии стилизованных шелкографий, демонстрирующих постепенное упрощение первоначальных мотивов, пока последние не станут простыми абстрактными узорами. Таким образом, живописные полиптихи со временем избавляются от всякого известного фигуративизма и представляют собой то, что лучше всего можно описать как голый скелет, состоящий всего из нескольких оставшихся графических функций: пространства для текста, ритма энергетических потоков, многомерности. Таким образом, художник возвращается к абстракционизму. Сам Кирющенко позиционирует проект как «стремление противостоять смерти и воплотиться искусством».
2009—2012 / "Метаболизм живописного пространства"
Сетка, которую художник неоднократно рисовал в этот период, уже не имеет той многослойной структуры, которая была характерна для его предыдущих работ. Под его динамичным дизайном мы больше не можем видеть другие слои, только локальный, однородный фон. Однако фрагменты бесконечных сеток, отрезанных рамой картины, размещены в красочном пространстве под разными углами друг к другу, нарушая плоскость полотна. Создавая подобные чисто живописные объемы, художник стремится избежать впечатления личного присутствия, методично наделяя полотно рукотворным видом. Однако изображение не печатается на холсте какими-либо технологическими средствами, а раскрашивается. Да и сама цветовая палитра изменилась с зелено-желто-черной в проекте «Бегущая земля» на современные синтетические цвета, самые популярные из которых — ядовито-салатовый, серебристый, черный и белый. Работа с формой и выбранная техника позволяют художнику достичь определенной степени чистоты, реализовать свои идеи, не разбавляя их, и создать яркий образ, который сам по себе является объектом с подчеркнуто чистой структурой, ясной композицией и чистым цветом.
В 2012 году выставочный проект «Метаболизм живописного пространства» представил первые этапы творчества Кирющенко (Галерея «Ў») и работы белорусских художников, также или иначе связанных с творчеством Сергея Кирющенко. Также была прямая трансляция на экране процесса росписи в городском пространстве на Октябрьской улице в центре Минска. В республиканской галерее Союза художников помимо 20 картин были показаны два видеоролика, скульптура и кинетический объект.

Мне кажется, что мы в Беларуси слишком часто смотрим в сторону России, но российская ситуация и белорусская совершенно разные. В России активизм уже существует в художественных рамках. Его ужасно много. Дело в том, что в России есть политика. Какая-никакая, но есть. Сейчас она привела и, я уверен, еще приведет к очень большим переменам в стране. У нас совершенно поле политики не существует. А если и есть какие-то политики, то их никто не слушает: они старые и неинтересные. Поэтому я думаю, что в нашей ситуации только художники могут обострить некоторые общественно-политические моменты. И художник, конечно, может использовать такой образ городского сумасшедшего. К нему могут прислушиваться. Но хочу сказать, что сейчас гораздо эффективнее выступать в каких-то локальных пространствах, например, против нашего Минкульта, против Академии художеств.
В 2013 году он вместе с Сергеем Шабохиным и Алексеем Борисенком основывают исследовательскую платформу беларусского современного искусства KALEKTAR.

## Персональные выставки (избранное)
- 2013. Сергей Кирющенко, Автоцентр КИА Моторс, Минск, Беларусь
- 2012. "Метаболизм живописного пространства", Дворец искусств, Минск, Беларусь
- 2012. "Метаболизм живописного пространства", Галерея "Ў", Минск, Беларусь
- 2012. "Метаболизм живописного пространства", роспись на стене, ул. Первомайская, Минск, Беларусь
- 2010. "Метаболизм живописного пространства", Хёрвег, Дюссельдорф, Германия
- 2009. "Пора вплотную заняться приземленным искусством", Галерея "Ў", Минск, Беларусь
- 2006. "Пора вплотную заняться приземленным искусством", деревня Урода, Макаровский район, Беларусь
- 2001. "Искушение пространством" (совместно с Тамарой Соколовой), Дворец искусств, Минск, Беларусь
- 1996. "Бегущая земля", Дворец искусств, Минск, Беларусь
- 1994. "Пространство синего" (совместно с Тамарой Соколовой), Дворец искусств, Минск, Беларусь

## Групповые выставки (избранное)
- 2015. Social Grid, Галерея «Ў», Минск, Беларусь
- 2014. Алфавит, Галерея Ващенко, Гомель, Беларусь
- 2014. Авант’АРТе, Музей современного искусства, Минск, Беларусь
- 2013. Минск: [Ре]конструкция, Галерея «Магазин», Минск, Беларусь
- 2013. В собственном «Я»: художник-коллекционер в Беларуси, Галерея « Ў», Минск, Беларусь
- 2012. Дворцовый комплекс, Гомель, Беларусь
- 2012. Нулевой радиус. Антология нулевого искусства, Завод Горизонт, Минск, Беларусь
- 2012. Белорусский абстракционизм, Национальный художественный музей, Минск, Беларусь
- 2010. Вторая Белорусская биеннале живописи, Дворец искусств, Минск, Беларусь
- 2009. Красный уголок, Арт-Вильнюс, Литэкспоцентр, Вильнюс, Литва
- 2009. Литера, Гёте-Институт, Минск, Беларусь
- 2009. Белорусский павильон на 53-й Венецианской биеннале, БелЭкспо, Минск, Беларусь
- 2008. Тысячелетие Литвы, Дворец искусств, Минск, Беларусь
- 2008. Российская современная выставка, Han Di Yun Contemporary Space, Пекин, Китай
- 2008. Good-By, Fuer Fortgeschrittene, Берлин, Германия 2008 — Good-By, Subway, Минск, Беларусь
- 2008. Первая Белорусская биеннале живописи, графики, скульптуры, Дворец искусств, Минск, Беларусь
- 2008. Wheel Art Project, Национальный центр красоты, Минск, Беларусь
- 2008. Вместе, Дворец искусств, Минск, Беларусь
- 2008. Галерея Айям, Дубай, ОАЭ
- 2007. Уже тогда, Метро, Минск, Беларусь
- 2006. Современное белорусское искусство, Государственный центр современного искусства, Москва, Россия
- 2002. Немига-17, Третьяковская галерея, Москва, Россия
- 2000. Немига-17, Дворец искусств, Минск, Беларусь
- 2000. Выставка трех белорусских художников, Галерея Иезуитов, Вена, Австрия
- 1998. Белорусская живопись, Commerz Bank, Гамбург, Германия
- 1997. Апполония, Совет Европы, Страсбург, Франция
- 1994. Немига-17, Международный образовательный центр ИББ, Минск, Беларусь
- 1993. Немига-17, Национальный художественный музей, Минск, Беларусь
- 1991. Белорусская живопись, Инсбрук, Австрия
- 1991. Немиха-17, Культурный центр, Мачерата, Италия
- 1991. Немига-17, Культурный центр Анри Мальро, Арке, Франция
- 1991. Немига-17, И.N.S.E.A.D., Фонтенбло, Франция
- 1991. Галерея Marseille Pauvert, Домари-ле-Лис, Франция.
- 1990. Белорусское искусство, Галерея Нитра, Нитра, Словакия
- 1989. Немиха-17, выставочный зал Арсенал, Рига, Латвия
- 1989. Немига-17, Дом журналиста, Санкт-Петербург, Россия
- 1989. Международная выставка-конкурс, ЦДХ, Москва, Россия
- 1988. Немига-17, Дворец искусств, Минск, Беларусь
- 1983. Всесоюзная (СССР) выставка молодых художников, Москва, Россия

Картины находятся: Музей русского искусства, Джерси-Сити, США, Частная коллекция Гангольфа Пиркера, Зальцбург, Австрия, Национальный художественный музей, Минск, Беларусь, Третьяковская галерея, Москва, Россия, Музей современного искусства, Минск, Беларусь, Частные коллекции в Беларуси, России, Франции, Италии, Австрии, Швейцарии, США, Израиле и др.

## Премии
- 1993. Премия Министерства культуры за живопись, Минск, Беларусь
- 2008. Гран-при, Арт-проект «Колесо», Минск, Беларусь
- 2008. Премия Белорусского союза художников, Первая Белорусская биеннале живописи, графики, скульптуры